# José Antonio Ortas
José Antonio Ortas Cayuela es un actor, productor de cine, especialista y presentador, nacido en Cartagena (España). Ha sido candidato en dos ocasiones a los Premios Goya de manera consecutiva en las categorías de Mejor actor revelación (2015) y Mejor actor de reparto (2016).

## Carrera

### Cine
En el año 2015 fue candidato al Premio Goya como actor revelación por su papel de alcalde de Almagro en la película "Bajo un manto de estrellas", de Óscar Parra de Carrizosa.
En el año 2016 fue candidato por segunda vez consecutiva a los Premios Goya, esta vez en la categoría de mejor actor de reparto, por su papel de Mateo Leví en la película "La espina de Dios", de Óscar Parra de Carrizosa.
| Año  | Película                        | Papel                              | Notas                                              |
| ---- | ------------------------------- | ---------------------------------- | -------------------------------------------------- |
| 2017 | Una de piratas                  | Pirata                             |                                                    |
| 2014 | La espina de Dios               | Mateo Leví                         |                                                    |
| 2013 | Bajo un manto de estrellas      | Alcalde de Almagro                 |                                                    |
| 2013 | Ambel                           | Actor de reparto y director de VFX |                                                    |
| 2011 | La chispa de la vida            | Actor de reparto                   |                                                    |
| 2009 | Xlabon                          | Protagonista                       | Serie online de 20 capítulos                       |
| 2008 | Tripulantes                     | Protagonista                       | TV Movie                                           |
| 2008 | El Otro Capitán Oscuro          | Don Rodrigo                        | Capítulo de la serie "Histórica. Región de Murcia" |
| 2008 | Astérix en los Juegos Olímpicos | Especialista y extra               |                                                    |
| 2008 | Jaime I                         | Especialista y extra               |                                                    |
|      | Pescaito Frito                  | Actor                              | Serie                                              |
| 2019 | Burga                           | Actor                              | película                                           |

### Cortometrajes
- Veritas Vincit (Actor y Productor)
- Por estas y otras razones (Actor y Productor)
- A contraluz (Actor protagonista)
- Polígono (Técnico en FX y actor)
- Una bofetada a tiempo (Técnico en FX)
- Desde las entrañas (Técnico en FX)
- El Pato (Producción y Figuración)
- El Matakakas (Actor)
- La reina imposible (Actor y Productor)
- Paquete expres (Actor)
- Último aliento (Actor)
- Centurión (Actor y Productor)
- Edecon, de Juana Ronda Cayuela (Actor)
- Feliz Navidad, de Óscar Parra de Carrizosa (Actor)[7]
- Aquel millón en la basura (2019), de Óscar Parra de Carrizosa (Actor)
- Una luz en Nochebuena (2023), de Óscar Parra de Carrizosa  (Actor)

### Teatro
- OTELO, director y actor con Ditirambo Cartagena.
- Mi querido Fontanero, actor con Ditirambo Cartagena.
- Anfitrión, con Teatro Romano de Cartagena (director)
- Auto sacramental, con Ditirambo Cartagena (director y actor)
- Auto sacramental de Navidad, con Tespis de Murcia
- Caperucita roja, con Tespis de Murcia
- De frente y al sesgo de Antonio Machado, con Teatro de Papel
- Don Juan Tenorio de José Zorrilla, con Teatro Romano de Cartagena
- Don Juan Tenorio de José Zorrilla, con La Cómica de Murcia
- Don Juan Tenorio de José Zorrilla, con Compañía Teatral Amigos del Tenorio
- Don Mendo, con Teatro Romano de Cartagena
- El derribo, con Ditirambo Cartagena
- El Lepanto de Oro de Enrique Escudero y Miguel Ángel Montanaro, con El Teatrico de Cartagena
- El libro mágico de los sueños, con Ditirambo Cartagena
- El militar fanfarrón, con Teatro Romano de Cartagena
- El montacargas de Harold Pinter, con Ditirambo Cartagena
- El soldadito de plomo, con Tespis de Murcia
- Sueño de una noche de verano de William Shakespeare, con Teatro Tempo de Madrid
- El unicornio, con Teatro Tempo de Madrid
- El viaje al país imaginario, con Ditirambo Cartagena
- Formión de Terencio, con Teatro Romano de Cartagena
- En la ardiente oscuridad de Antonio Buero Vallejo
- La destrucción de Sagunto, con Ditirambo Cartagena
- La flauta mágica, con Ditirambo Cartagena
- La tempestad de William Shakespeare, con Tespis de Murcia
- Las de Caín de Álvarez Quintero
- Las sillas de Eugène Ionesco, con Teatro Tempo de Madrid
- Las troyanas, con Ditirambo Cartagena (director)
- Lisístrata de Aristófanes
- Los gemelos, con Teatro Romano de Cartagena
- Los Pelópidas de Jorge Llopis, con Teatro Tempo de Madrid
- Sangre gorda de Álvarez Quintero
- Soltero y solo en la vida, con Ditirambo Cartagena (director y actor)
- Tristán el Mago, con La Murga Teatro de Cartagena
- Vamos a contar mentiras de Alfonso Paso, con La Cómica de Murcia
- Lo que dure este café, actor con Bonjourmonamour.
- Máiquez, una estatua sin palomas, actor con Bonjourmonamour.

## Otros proyectos
Creó su propia compañía teatral, Ditirambo, en el año 2002 y con ella ha recorrido toda España con diversos espectáculos, no sólo teatrales, sino también de calle, animación infantil, cuentacuentos, danza, correfuegos y audiovisuales. Su compañía también ofrece visitas teatralizadas en la ciudad de Cartagena a través del consorcio turístico Cartagena Puerto de Culturas y como compañía desde el mismo 2002 llevan realizando numerosas rutas y visitas teatralizadas.
En el año 2009 también participó como realizador y presentador del programa "Vidas al sol" de la cadena autonómica 7 Región de Murcia, del que se rodaron un total de 20 capítulos.
También ha participado como especialista y extra en el rodaje de reportajes para National Geographic y en anuncios publicitarios para la televisión noruega con el director Finn-Erik y numerosas participaciones en documentales grabados para Íntegra de la región de Murcia.

## Premios
Premios Goya
| Año  | Categoría              | Película                   | Resultado |
| ---- | ---------------------- | -------------------------- | --------- |
| 2015 | Mejor actor revelación | Bajo un manto de estrellas | Nominado  |
| 2016 | Mejor actor de reparto | La espina de Dios          | Nominado  |